# Serbiens håndboldforbund
Serbiens håndboldforbund (serbisk: Rukometni savez Srbije, Рукометни савез Србије) er det serbiske håndboldforbund. Forbundets hovedkvarter ligger i Novi Beograd. Forbundet er medlem af det europæiske håndboldforbund, European Handball Federation (EHF) og det internationale håndboldforbund, International Handball Federation (IHF). Forbundet har ansvaret for herrelandsholdet og damelandsholdet, samt ungdomslandsholdene, ligaerne og andre nationale, kommunale turneringer.